# (705) Эрминия
(705) Эрминия (лат. Erminia) — астероид главного пояса, который относится к спектральному классу X. Он был открыт 6 октября 1910 года немецким астрономом Эрнстом Эмилем в обсерватории Хайдельберг и назван в честь оперы «Эрминия» Эдварда Якобовски, поставленной в 1885 году по мотивам мелодрамы «Роберт Макер» Чарльза Селби, написанной в 1834 году. 

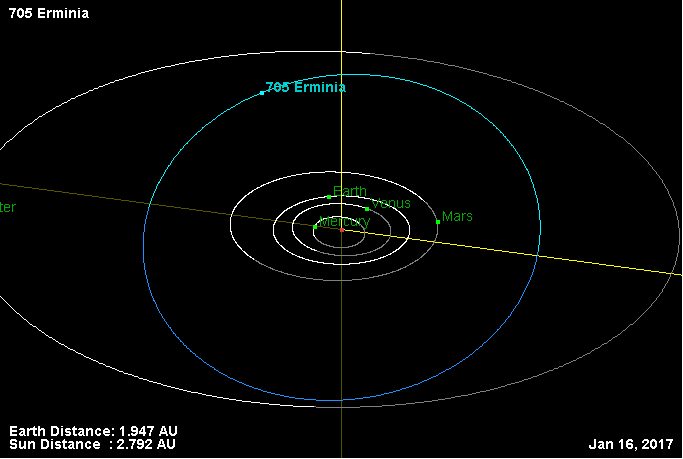
Орбита астероида Эрминия и его положение в Солнечной системе

Тиссеранов параметр относительно Юпитера — 3,137.